# Fürstenberg (Familienname)
Fürstenberg ist ein Familienname, der vor allem im deutschsprachigen Raum vorkommt.

## Namensträger

### A
- Adelina von Fürstenberg (* 1946), Schweizer freie Kuratorin
- Adolphus Fürstenberg (1908–1988), deutscher Geistlicher, Bischof von Mpika
- Andreas von Fürstenberg (1663–1738), deutsch-baltischer Offizier und Landrat
- Anna von Fürstenberg († 1626), deutsche Geistliche, Äbtissin von Oelinghausen
- Anton Egon (Fürstenberg-Heiligenberg) (1656–1716), deutscher Reichsfürst und Statthalter

### C
- Carl Fürstenberg (1850–1933), deutscher Bankier
- Caspar Dietrich von Fürstenberg (1615–1675), deutscher Alchimist, Kavallerieobrist und Künstler
- Catherine von Fürstenberg-Dussmann (* 1951), US-amerikanische Unternehmerin
- Cecil Blaffer von Fürstenberg (Titi; 1919–2006), US-amerikanische Mäzenin
- Christian Franz Dietrich von Fürstenberg (1689–1755), deutscher Geistlicher und Richter
- Clemens von Fürstenberg-Borbeck (1835–1891), deutscher Generalmajor
- Clemens Lothar Ferdinand von Fürstenberg (1725–1791), deutscher Erbdrost
- Cordula von Fürstenberg († 1561), deutsche Geistliche, Äbtissin von Geseke
- Cornelia von Fürstenberg (* 1983), deutsche Schauspielerin

### D
- Diane von Fürstenberg (* 1946), belgisch-US-amerikanische Modedesignerin
- Dietrich von Fürstenberg (1546–1618), deutscher Geistlicher, Fürstbischof von Paderborn
- Dorothee Fürstenberg (1935–2015), deutsche Opernsängerin (Sopran)

### E
- Eduard Fürstenberg (1827–1885), deutscher Gehörlosenpädagoge
- Egon von Fürstenberg (Landrat) (1833–1888), preußischer Landrat
- Egon von Fürstenberg (Modedesigner) (1946–2004), Schweizer Modedesigner
- Egon VIII. (Fürstenberg-Heiligenberg) (1588–1635), deutscher Heerführer
- Eleonore von Fürstenberg (1523–1544), Gemahlin von Graf Philipp IV. von Hanau-Lichtenberg
- Eleonora Katharina von Fürstenberg (um 1630–1670), Gräfin aus dem süddeutschen Adelsgeschlecht von Fürstenberg und Frau von Graf Franz Wilhelm I. von Hohenems
- Elimar Freiherr von Fürstenberg (1910–1981), deutscher Politiker (Bayernpartei, CSU), MdB
- Elisabeth zu Fürstenberg (1767–1822), deutsche Adlige, Kämpferin für Privilegien der Reichsstände
- Engelbert Egon von Fürstenberg-Herdringen (1850–1918), deutscher Fideikommissherr, Politiker

### F
- Ferdinand von Fürstenberg (1626–1683), Fürstbischof von Paderborn und Münster
- Ferdinand von Fürstenberg (1661–1718), Drost im Herzogtum Westfalen
- Ferdinand Anton von Fürstenberg (1683–1711), Domherr in Münster und Paderborn
- Ferdinand Joseph von Fürstenberg (1739–1800), Domherr in Hildesheim, Münster und Paderborn
- Franz von Fürstenberg (Politiker) (1729–1810), deutscher Politiker, Staatsmann und Theologe
- Franz Egon von Fürstenberg (Generalvikar) (1702–1761), deutscher Geistlicher, Generalvikar in Münster
- Franz Egon von Fürstenberg (Fürstbischof) (1737–1825), deutscher Geistlicher, Fürstbischof von Hildesheim und Paderborn
- Franz Egon von Fürstenberg (Politiker) (1842–1909), deutscher Rittergutsbesitzer und Abgeordneter
- Franz Egon von Fürstenberg-Heiligenberg (1626–1682), deutscher Geistlicher, Fürstbischof von Straßburg
- Franz Egon von Fürstenberg-Herdringen (1818–1902), deutscher Fideikommissherr und Politiker
- Franz Egon von Fürstenberg-Stammheim (1797–1859), deutscher Grundbesitzer, Mäzen und Politiker
- Franz Egon Philipp von Fürstenberg-Herdringen (1789–1832), deutscher Fideikommissherr, Politiker
- Franz Wilhelm von Fürstenberg (1628–1688), Ritter des Deutschen Ordens
- Friedrich Fürstenberg (1930–2023), deutscher Soziologe
- Friedrich II. von Fürstenberg (1496–1559), k.k Staatsmann und Kriegsmann
- Friedrich von Fürstenberg (Drost) (1510/1511–1567), kurkölner Rat und Drost
- Friedrich von Fürstenberg (Landdrost) (1576–1646), Landdrost des Herzogtums Westfalen
- Friedrich von Fürstenberg (Domherr, †1608) (1537/1538–1608), Domherr in Mainz und Paderborn
- Friedrich von Fürstenberg (Diplomat) (1618–1662), kurkölner Diplomat und Stammherr der Familie von Fürstenberg
- Friedrich von Fürstenberg (Domherr) (1685–1706), Domherr in Münster
- Friedrich Christian von Fürstenberg (1700–1742), deutscher Geistlicher und Politiker
- Friedrich Egon von Fürstenberg (1813–1892), Fürstbischof von Olmütz und Brünn
- Friedrich Karl von Fürstenberg (1730–1788), Domherr in Münster
- Friedrich Karl zu Fürstenberg (1774–1856), regierenden Landgraf zu Fürstenberg in der Bar und zu Stühlingen
- Friedrich Leopold von Fürstenberg (1828–1901), deutscher Rittergutsbesitzer und Politiker
- Friedrich Leopold Freiherr von Fürstenberg (1902–1969), deutscher Diplomat

### G
- Gisbert Egon von Fürstenberg-Stammheim (1836–1908), deutscher Großgrundbesitzer und Politiker
- Gregor von Fürstenberg (* 1965), deutscher Theologe
- Gotthard Fürstenberg um (1547–1617), Osnabrücker Rat und Kanzler

### H
- Hans Fürstenberg (1890–1982), deutsch-französischer Bankier und Bibliophiler
- Heinrich I. (Fürstenberg) (um 1215–1284), erster Graf von Fürstenberg
- Heinrich II. (Fürstenberg) (vor 1279–1337), dritter Graf von Fürstenberg
- Heinrich III. (Fürstenberg) (um 1308–1367), vierter Graf von Fürstenberg
- Heinrich VII. (Fürstenberg) (1464–1499), Graf von Fürstenberg, Landgraf von der Baar
- Heinrich Fürst zu Fürstenberg (1950–2024), deutscher Unternehmer
- Hermann von Fürstenberg (Domherr) (um 1460–1547), Domherr in Münster und Paderborn
- Hermann Egon von Fürstenberg-Heiligenberg (1627–1674), Oberhofmeister, Kämmerer, Geheimrat und Hofmarschall des bayrischen Kurfürsten, siehe Hermann Egon (Fürstenberg-Heiligenberg)
- Hilde Fürstenberg (1902–2005), deutsche Schriftstellerin
- Hillel Fürstenberg (auch Harry Fürstenberg; * 1935), israelischer Mathematiker
- Hug von Fürstenberg-Haslach († 1371), Graf und Ritter von Fürstenberg der Haslacher Linie
- Hugo Franz von Fürstenberg (1692–1755), Domherr in Hildesheim und Münster

### I
- Ilse Fürstenberg (1907–1976), deutsche Schauspielerin und Synchronsprecherin
- Ira von Fürstenberg (1940–2024), italienische Schauspielerin und Schmuckdesignerin

### J
- Jakob Ludwig von Fürstenberg (1592–1627), kaiserlicher Feldzeugmeister, bayerischer General der Artillerie
- Joachim Egon zu Fürstenberg (1749–1828), k.k wirklicher Geheimer Rat, Kämmerer und Oberhofmarschall, Ritter des Goldenen Vließ
- Joachim Egon Fürst zu Fürstenberg (1923–2002), deutscher Unternehmer
- Johann von Fürstenberg (Abt) († 1549), deutscher Geistlicher
- Johann Adolf von Fürstenberg (1631–1704), katholischer Geistlicher und Diplomat
- Johann Gottfried von Fürstenberg (1579–1624), deutscher Geistlicher und Politiker
- Johann Wilhelm von Fürstenberg (auch Wilhelm von Fürstenberg; 1500–1568), Landmeister des Deutschen Ordens
- Johann zu Fürstenberg (1802–1879), Besitzer des Fideikommiss Weitra und Mitglied des Herrenhauses
- Josefa zu Fürstenberg-Weitra (1776–1848), Fürstin von Liechtenstein
- Josefine Karoline von Fürstenberg-Stammheim (1835–1895), deutsche Benediktinerin und Klostergründerin

### K
- Karl Aloys zu Fürstenberg (1760–1799), österreichischer Feldmarschalleutnant
- Karl Egon I. zu Fürstenberg (1729–1786), Gouverneur von Böhmen
- Karl Egon II. zu Fürstenberg (1796–1854), deutscher Politiker, MdL Baden
- Karl Egon III. zu Fürstenberg (1820–1892), deutscher General der Kavallerie
- Karl Egon IV. zu Fürstenberg (1852–1896), deutscher Politiker, MdR
- Karl Egon V. zu Fürstenberg (1891–1973), österreichisch-deutscher Adliger und SS-Obersturmführer
- Kaspar von Fürstenberg (1545–1618), deutscher Landdrost

### L
- Leopold von Fürstenberg (1905–1979), deutscher Politiker (CDU)

### M
- Margarete von Fürstenberg, Äbtissin des Klosters Welver
- Maria Anna von Fürstenberg (1732–1788), deutsche Geistliche, Äbtissin von Fröndenberg
- Maria Franziska von Fürstenberg-Heiligenberg (1633–1702), Ehefrau von Markgraf Leopold Wilhelm von Baden
- Max Egon I. zu Fürstenberg (1822–1873), österreichischer Militär und Politiker
- Max Egon II. zu Fürstenberg (1863–1941), deutsch-österreichischer Großgrundbesitzer und Politiker
- Maximilian von Fürstenberg (1866–1925), deutscher Landrat und Politiker
- Maximilian Egon zu Fürstenberg (1896–1959), deutscher Adliger
- Maximilien de Fürstenberg (1904–1988), vatikanischer Diplomat und Kurienkardinal
- Michael von Fürstenberg (1942–2012), deutscher Geistlicher
- Molly von Fürstenberg (* 1942), deutsche Filmproduzentin
- Moritz Fürstenberg (1818–1872), deutscher Zoologe und Parasitologe
- Myriam Baroness von Fürstenberg (1908–2006), niederländisch-deutsche Adlige

### O
- Ottilia von Fürstenberg (1549–1621), deutsche Geistliche, Äbtissin von Heerse

### P
- Paula Fürstenberg (* 1987), deutsche Schriftstellerin
- Peter Freiherr von Fürstenberg (1936–2024), deutscher Forstwissenschaftler
- Philipp Karl von Fürstenberg (1669–1718), Bischof von Lavant von 1708 bis 1718

### R
- Rainer Fürstenberg (1961–2013), deutscher Bildhauer

### S
- Solly Fürstenberg (Siegfried Fürstenberg; 1810–1887), deutscher Porträt- und Genremaler der Düsseldorfer Schule, Zeichenlehrer in Saarbrücken

### T
- Tassilo Fürstenberg (1903–1987), österreichisch-ungarischer Adliger

### U
- Ursula von Fürstenberg († 1548), Äbtissin des Klosters Himmelpforten

### V
- Veith von Fürstenberg (* 1947), deutscher Filmproduzent, Drehbuchautor und Regisseur

### W
- Wilhelm von Fürstenberg (Söldnerführer) (1491–1549), deutscher Söldnerführer
- Wilhelm von Fürstenberg (Domdechant) (1623–1699), deutscher Diplomat
- Wilhelm Egon von Fürstenberg-Heiligenberg (1629–1704), deutscher Geistlicher, Bischof von Straßburg
- Wilhelm Franz von Fürstenberg (1684–1707), Domherr in Münster und Paderborn
- Wratislaw I. von Fürstenberg (1584–1631), Offizier und Diplomat